# エストニア (クルーズフェリー)
エストニア（Estonia）は、ヴァイキング・サリー（Viking Sally）として建造され、シリヤ・スター（Silja Star）、ヴァーサ・キング（Wasa King）と名称を変えたクルーズフェリー。1994年9月28日にバルト海で沈没したが、この事故は平時において852人の犠牲者を出した20世紀最悪の海難事故の一つとして知られている。

## 建造
西ドイツパーペンブルクのマイヤー・ヴェルフトに対して、ノルウェーの海運コンソーシアムが、ノルウェーとドイツを結ぶ航路への就航を計って発注したものである。だが、この計画は建造の終盤において中止され、建造契約はヴァイキングラインの共同事業主の一つであるレデリ・Ab・サリーに譲渡された。建造時点では、レデリ・Ab・スリーテが、同じくマイヤー・ヴェルフト造船所で1979年に発注していたディオーナIIの姉妹船として設計されていた。だが、レデリ・Ab・サリーは当初の137mから155mに船体を延長し、甲板上構造物をより大型のものに変更することとした。1970年代、マイヤー・ヴェルフトはヴァイキングラインを構成する各社の船を建造していた。顕著な構造として、ディオーナIIにも採用された、船首にランプウェイと跳ね上げ式のバウバイザーを組み込み、ランプウェイをランプドアとしてバウバイザーの内側に格納できる設計が上げられる。

## 運用

### ヴァイキングライン

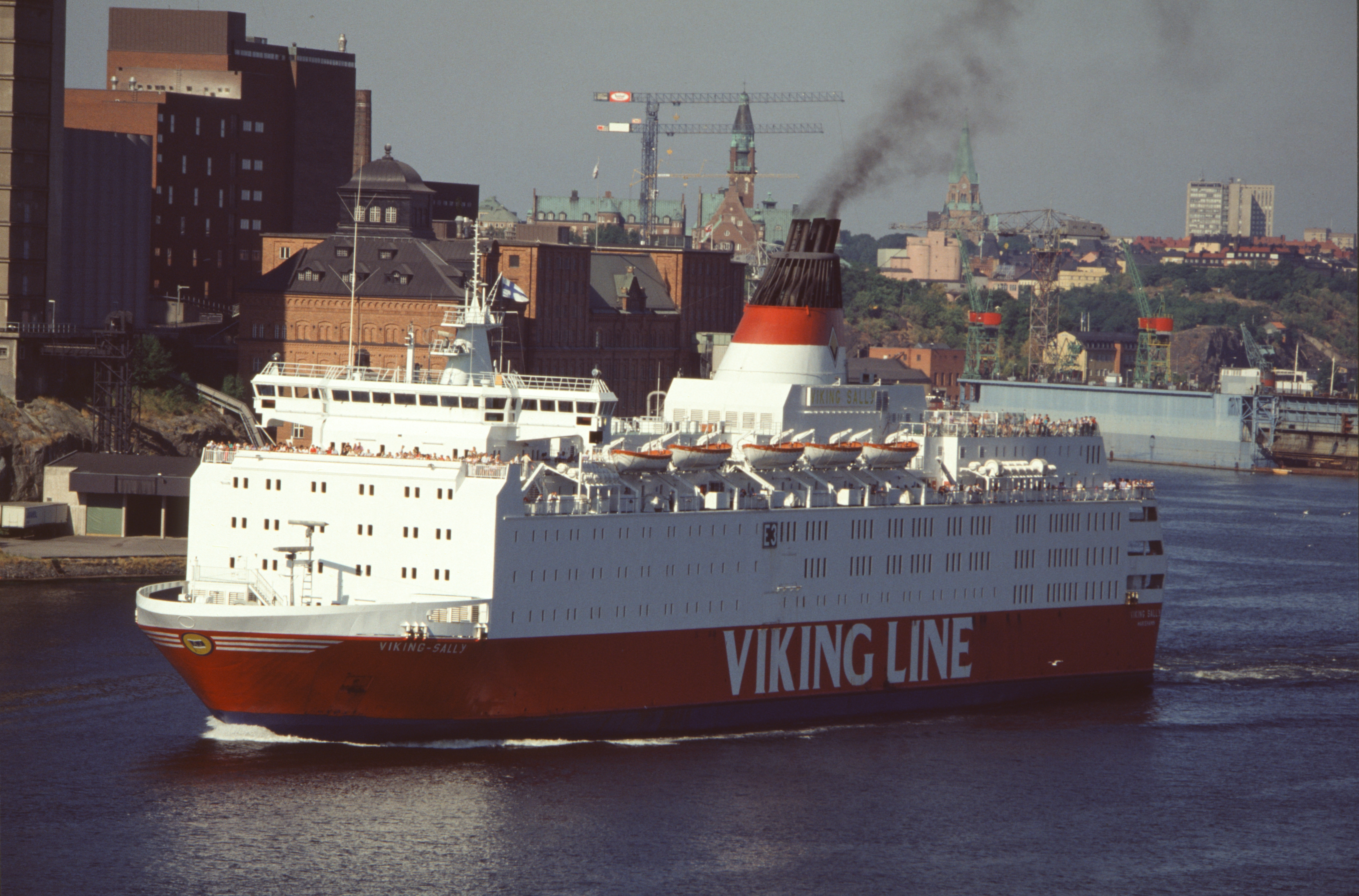
ストックホルムを航行するヴァイキング・サリー（1980年代）

ヴァイキング・サリーとして1980年6月29日に引き渡され、トゥルク - マリエハムン - ストックホルム間の航路に就航した 。就航当時、この航路では最大の船であった。ヴァイキングライン時代には、多くの船と同様に、いくつかの軽微な事故を起こしており、1984年5月にはオーランド諸島での座礁事故を起こし、翌4月にはプロペラの不調が発生している。1985年には船尾のダックテイル化を行っている。
レデリ・Ab・サリーは1980年代に資金繰りが苦しくなっていたが、1987年に競合相手であるシリヤラインを運営するフィンランドのエフォアとスウェーデンのジョンソンラインにヴァイキング・サリーを売却した。これにより、ヴァイキングラインからの撤退が必要となったが、レデリ・Ab・スリーテが3年間傭船することで運航が継続された。

### エフジョン
1990年に傭船契約が終了すると、ヴァイキング・サリーはシリヤラインの塗装に塗り替えて、シリヤ・スターと改名。ヴァイキングライン時代と同じ、トゥルク - マリエハムン - ストックホルム航路に就航した。これはヘルシンキ - ストックホルムの航路に投入する新造船シリヤ・セレナーデの完成が11月にずれ込み、本来トゥルク航路に就航していたヴェラモをヘルシンキ航路に充てたことによるものであった。同年、エフォア、ジョンソンライン、レデリ・Ab・サリーはエフジョン（EffJohn）として合併している。
1991年春には、エフジョンの別ブランドヴァーサラインで運航された。船名をヴァーサ・キングと改め、ヴァーサ - ウメオ - スンツヴァル航路に就航した。荒天下でヴァーサを出港する船としては、ヴァーサ・キングは、最良の船であると考えられていたとする、報告が残されている。

### エストライン
1993年1月、エフジョンがヴァーサラインをシリヤラインに合併する決定を行った。ヴァーサ・キングはノードストレム&スーリン（Nordström & Thulin）に売却され、エストラインによってエストニアの船名で、タリン - ストックホルム間の航路に使用されることになった。所有権については複雑な状態にあり、ノードストレム&スーリンは融資を受けてエストニアを取得しており、実際に購入したのは同社であるが、登記上はキプロスのニコシアに登記があるエストライン・マリーン（Estline Marine）となっていた。エストライン・マリーンは、エストニアのE.リーニ（E.Liini）に傭船し、さらにエストラインに又貸しする形を取っていた。結果、船籍はキプロスとエストニアの両国に置かれていた。
エストニアは、ソビエト連邦の崩壊によって独立を回復したエストニアにとって最大の船であり、独立の象徴となっていた。

## 沈没事故

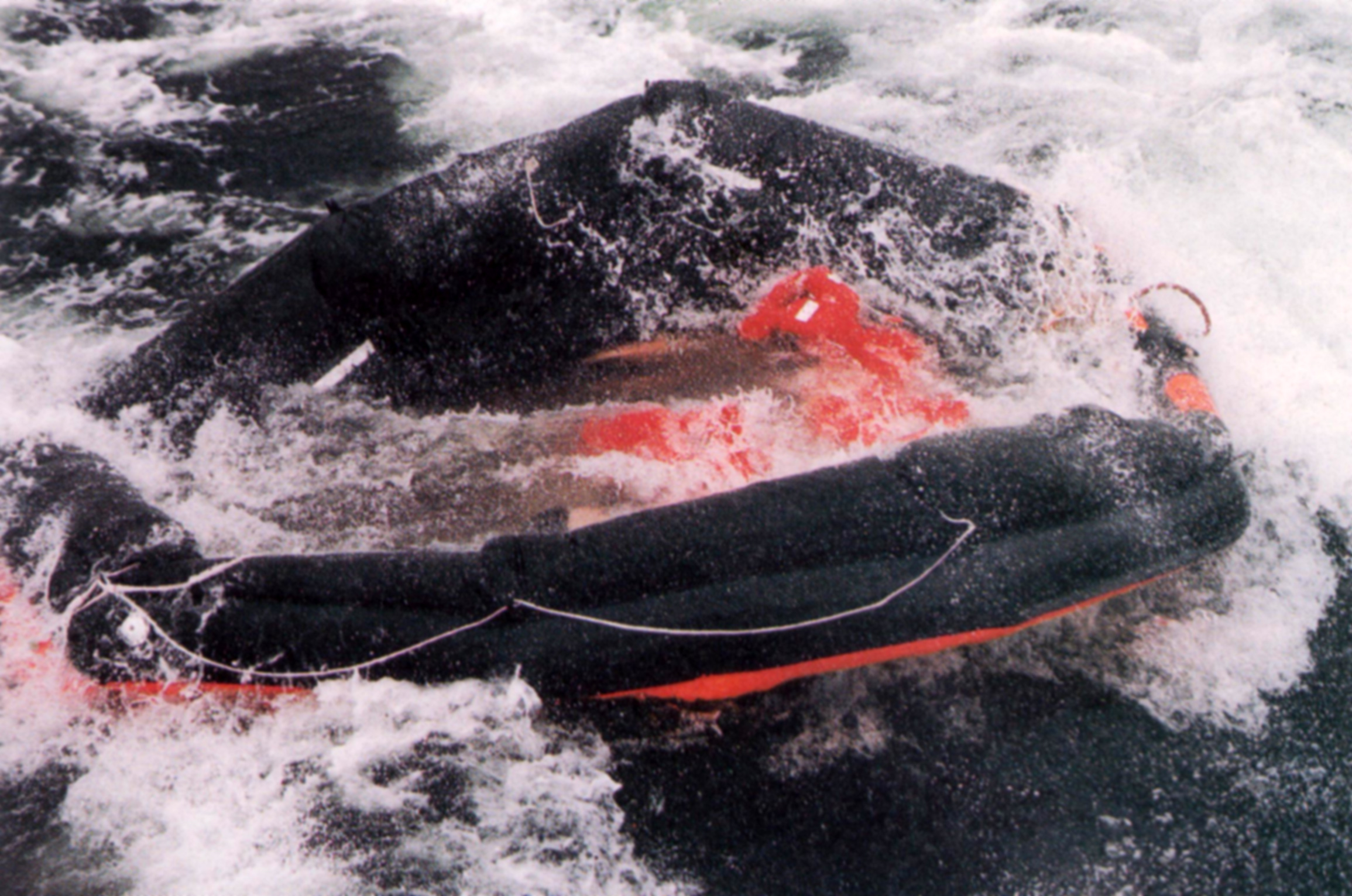
転覆しているエストニアの折りたたみ式救命いかだ。

1994年9月27日19時、エストニアはタリンを出港し、28日9時30分着の予定でストックホルムへ向かった。その途上、1994年9月28日0時55分から1時50分（UTC+2）にかけて、航路上のバルト海でエストニアは沈没した。

### 航行
乗客803人、乗員186人の989人が乗船していた。乗客の大半はスカンジナビア半島諸国民であり、乗員のほとんどはエストニア人であった。数人のエストニア系スウェーデン人は、50年ぶりに脱出した祖国を訪れた人々であった。貨物は満載状態であり、配置は均一ではなく右舷側に寄っていた事から、港では僅かに傾いていた。JAIC（The Joint Accident Investigation Commission of MV ESTONIA）の最終報告書によれば、当時の風速は15 - 20m/秒、ビューフォート風力階級で7から8に相当、波高4 - 6mであった。シリヤ・ヨーロッパの船長で救難活動の現場指揮官となったエサ・マケラ（Esa Mäkelä）は、この状況を「通常の荒天」と評した。秋のバルト海では典型的な嵐であり、全ての定期旅客船は海上にあった。当時のエストニアの速力は記録に残っていないが、通常の航行速度であれば、16から17ノットであり、速力低下をもたらすような状況ではなかった。ヴァイキングラインのクルーズフェリーマリエッラはレーダーでエストニアを追尾していたが、一等航海士によれば最初に遭難信号が発信されるまでの平均速力は14ノットであったとしており、シリヤ・ヨーロッパと比較すると速力15ノットと推定され、エストニアの二等航海士は14から15ノットであったと推定しており、三等機関士は15ノットを示していたと証言している。
最初の兆候は、トゥルク諸島近海を航行中の1時頃に発生した、バウバイザーに大波が衝突した事による大きな金属音であった。二等航海士がチェックを指示したが、船員は状態表示灯の点灯を確認したに留まり、バウバイザー・ランプウェイの双方の表示は正常を示していた。この時点で、バウバイザーには異常が生じており、ランプドアに生じた隙間から海水の流入が始まっていたことが、機関室から確認されているが、船橋に報告は届かなかった。続く10分間で、乗員・乗客が同様の音を聞いたことが報告されており、再チェックを試みている。1時15分、バウバイザーが脱落。連動してランプドアが開き車両甲板に海水が急激に流入、船体は右に大きく傾いた。当初15度、5分で30度を超え、1時30分には横転した。この間、減速し港へ向かって回頭したが、4基のエンジンは程なく停止した。
1時20分頃、エストニア語で船内に一般警報が流され、次いで乗員に対しての警報、さらに1分後には退船警報が続いた。海水の流入と船体の傾斜が速やかに進行した事により多くの乗客は救命ボートのあるデッキまでたどり着くことは出来なかった。メーデーが1時22分に発信されたが、通常の形式では無かった。北東を航行していたマリエッラがこれに応答し、シリヤ・シンフォニーでも受信した記録が残されている。次いで1時24分には2回目の発信を行い、これはトゥルクの救難調整所を含む14箇所の地上の無線局で受信された。併せて、周辺を航行している船舶との交信を試み、1時24分にはシリヤ・ヨーロッパとの交信に成功した。交信により危機的状況を知らせることは出来たが、エストニアでは停電が発生しており、即座に自船の位置を知らせることが出来ず、これにより数分の遅れが発生した。1時50分、周辺の船舶のレーダーから船影が消え、ウト島の沖157度方向、水深74 - 85mの北緯59度22分9秒 東経21度40分0秒 / 北緯59.36917度 東経21.66667度座標: 北緯59度22分9秒 東経21度40分0秒 / 北緯59.36917度 東経21.66667度で沈没した。

### 救難活動
救難活動は、1979年の海上捜索救助に関する国際条約に基づき、事故海域に最も近いトゥルクの救難調整所がフィンランドの計画に従って調整を行った。バルト海は世界で最も混雑した海域であり、常に2000隻以上の船が航行していることから、遭難船の救命艇と近隣の船舶が第一に対応し、1時間後にヘリコプターによる救難活動を可能とする計画であった。この計画は、ほとんどの船では乗船者が少ないことから比較的少数の実例（2006年に3件）では機能しているものであった。
1時50分、トゥルクの救難調整所がヘルシンキの無線局経由で受け取った交信内容は、メーデーよりも緊急性に劣るパン-パンであった。全面的な緊急事態宣言が行われたのは、2時30分であった。

#### 船舶による活動
最終的には、29隻の船舶が救難活動に加わった。
2時12分、最初にマリエッラが、現場海域に到着した。マリエッラは、救命いかだを海面に降ろし、エストニアの救命いかだに乗っていた13人を乗り移らせると共に、2人を救助した。3時5分以降に到着したスウェーデン、フィンランド両国のヘリコプターに他の救命いかだの位置を伝達した。最終的にはOH-HVG機から移乗した救助者を含む25人がマリエッラによりストックホルムへ到着した。
シリヤ・ヨーロッパは、エストニアと交信を行った船であり2時5分にトゥルクから現場指揮を委ねられたが、海面を捜索しながら進行したため、到着は2時30分となった。救命いかだは開閉システムの故障により機能しなかったが、舷側に降ろした縄ばしごを使用して1人が自力で到達している。単独での救助実績は上げられなかったが、通信・管制要員を受け入れ、救難活動の司令塔として行動した。民間船としては最後となる18時32分まで現場海域にとどまったシリヤ・ヨーロッパは、OH-HVD機からの5人を含む6人の救助者と、救難活動で負傷したスウェーデン人1人を乗せ、ストックホルムへ到着した。
2時40分、シリヤ・シンフォニーが到着。ウィンチを使用して救命いかだを海面付近で待機させ、緊急脱出スライドも展開して機会に備えたが、実ることは無かった。OH-HVG機から20人と遺体1体を受け取り、ヘルシンキへ到着した。
2時52分イサベッラが到着。救命いかだと緊急脱出スライドを展開して17人を救助し、低体温症でハンコへ送られた1人を除く16人を乗せてヘルシンキへ到着した。
3時20分にフィンジェットが到着した。脱出者が乗り込んだ救命いかだ3枚を発見したが、波浪により積載した貨物・車両が偏って傾斜が発生し、離脱した。
3時25分に到着したRO-ROフェリーフィンマーチャントは、有人の救命いかだを発見したものの運動性に欠けていた。そこで、沿岸警備隊のトゥルサスと共同で対処に当たった。フィンマーチャントが海面を照らし、トゥルサスが確認へ向かう方法で捜索した。捜索が縮小される18時32分まで現場海域にとどまった1隻であったが、遺体を発見したものの生存者を救助することは出来なかった。
4時30分に到着したフィンハンザもまた、18時32分まで捜索を継続した1隻である。直接救助することはなかったが、生存者のいる救命いかだを発見し、ヘリコプターによる救助に貢献した。
貨物船ミニスターは、4時30分に現場に到着。ヘリコプターに救命いかだ上の生存者を知らせ、1人の救助につながった。
フィンランド国境警備隊の巡視船トゥルサスは、5時に到着。1人を救助した。捜索縮小後の18時50分に調整を命じられ、一旦ハンコに救出者を届けた後捜索に復帰。10月3日まで活動を継続し、いくつかの遺体を回収した。

#### 航空機による活動

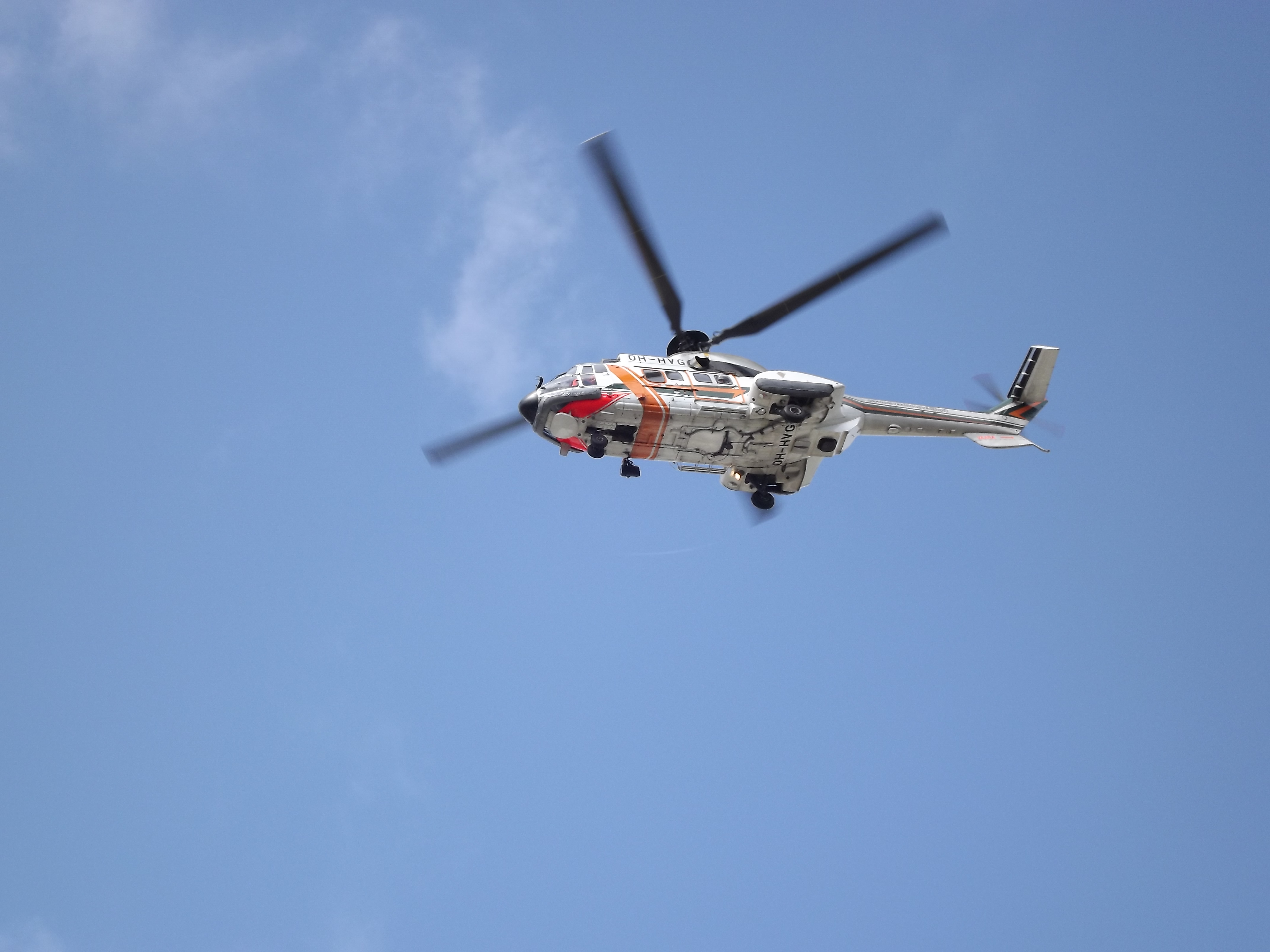
フィンランド国境警備隊のAS 332、OH-HVG機

スウェーデン14機、フィンランド8機、デンマーク2機、エストニア及びロシア各1機の26機のヘリコプターが捜索に当たり、後方支援として5機が輸送に用いられた。この他、4機の固定翼機が捜索に投入されている。
着船の危険性を考慮してトゥルクからの指示は、ヘリコプターは救出した人々を医療施設のあるウト島に送る事を、第一とした。一方、フィンランドのAS 332OH-HVG機とA A/B 412OH-HVD機は、危険性が高い船上への降下を選択し、救出作業を行った。OH-HVGのパイロットは後に、夜間の着船は救出作戦において最も困難な作業であったと述べている。その結果、OH-HVG機はマリエッラとシリヤ・シンフォニーに収容した27人を含む44人を、OH-HVD機はシリヤ・ヨーロッパに収容した5人を含む7人を救出することが出来た。
スウェーデン空軍のAS 332は、Q97機が15人、Q99機が9人を救助したが、Q91機は6人を救助したものの故障が発生し活動中止、スウェーデン海軍のV-107は、Y65機が機材故障で1人の救助に留まり、実績を上げられなかったなどのトラブルも発生した。
デンマーク、エストニア、ロシアの機体は、捜索に携わったが生存者・遺体の回収実績は無かった。エストニアのMi-2は、翌日も捜索に当たったが結果は同様であった。
固定翼機の活動は捜索と無線の中継であった。フィンランド国境警備隊のパイパー ナバホOH-PRB機は、10月4日まで捜索を続行した。

#### 結果
乗員乗客989人中、犠牲者は852人。137人が生存し、行方不明者が757人、94人の遺体が回収され、救助後に病院で1人が死亡した。船舶による直接の救助者は34人、ヘリコプターによる救助者が104人である。船内から外部へ面した甲板まで脱出できたのは300人ほどであり、その内救助されたのは半分以下の138人で、多くの犠牲者は船内から脱出できなかった。生き延びた人々は、頑健な若者、男性が多かった。55歳以上は7人、15歳以下は1人であり、男性は504人中111人が一命を取り留めたのに対し、女性は485人中26人であった
犠牲者の国籍別内訳は、スウェーデン501人、エストニア285人、ラトビア17人、ロシア11人、フィンランド10人、ノルウェー6人、ドイツ、デンマーク各5人、リトアニア3人、モロッコ2人、イギリス、ウクライナ、オランダ、カナダ、ナイジェリア、フランス、ベラルーシ各1人であり、死因は溺死、低体温症、心臓病であった。
遺体の93人は6日以内に回収され、33日後と1年半後に1人ずつ発見されている。犠牲者の中には、エストニアの歌手ウルマス・アレンダーが含まれている。

#### タイムライン
- 1時：金属音発生。以降の10分間、断続的に金属音が発生する。
- 1時15分：バウバイザー脱落。
- 1時20分：一般警報。
- 1時22分：メーデー発信。
- 1時24分：2回目のメーデー発信、シリヤ・ヨーロッパとの交信。
- 1時28 - 29分：エストニアの所在する経緯度が判明、交信が途絶える[JAIC 16]。
- 1時30分：横転。
- 1時42分：マリエッラとヘルシンキ間で交信。
- 1時50分：沈没、トゥルクにパン-パンが伝達される。
- 2時5分：マリエッラ到着、シリヤ・ヨーロッパが現場指揮船となる。
- 2時30分：シリヤ・ヨーロッパ到着、最初のフィンランド機OH-HVG離陸[JAIC 9]。
- 2時40分：シリヤ・シンフォニー到着。
- 2時50分：最初のスウェーデン機Q97離陸[JAIC 9]。
- 2時52分：イザベッラ到着。
- 3時5分：OH-HVGが最初のヘリコプターとして到着。
- 3時20分：フィンジェット到着。
- 3時25分：フィンマーチャント到着。
- 4時30分：フィンハンザ到着。
- 7時55分：フィンジェット離脱[JAIC 9]。
- 9時：この時間に発見された生存者が、最後の生存者となった[JAIC 9]。
- 10時：生存者を発見できず、遺体の回収が始まる[JAIC 9]。
- 18時32分：捜索を縮小、民間船は現場海域から離脱。
- 10月3日：トゥルサス活動終了。
- 10月4日：OH-PRB機活動終了。

### 公式調査と報告
沈船の調査と映像記録の採取は遠隔操作無人探査機と、ノルウェーのロックウォーター社により行われた。公式報告書に寄れば、バウバイザーの固定部・ヒンジ部が、波に抗しきれず脱落し、格納されていたランプウェイが開いたとしている。船橋からは、バウバイザー及びランプウェイが運用時に開放状態であったり、ロック解除状態であることを示す表示灯が備えられていた。また、バウバイザーは船橋からは死角となっており、モニタによりランプウェイ内部を監視していたが、モニタは海図室手前に位置し、操舵を指揮する位置からは確認できなかった。バウバイザーは、沿岸部を航行する本来の運用状況に合わせて設計されており、張出し角度は衝撃を狭い面積に集中させる形状となっていた。最初の金属音は、バウバイザーの下部のロックが破損した音として、続く音はバウバイザーが動いたことで他の部分が破損した音であると推定される。ランプウェイが開いたことで、海水が車両甲板に流入、これによる傾斜が転覆・沈没の主因となった。
金属音が聞こえた時点で調査前に減速しなかったこと、海水の流入による船体の傾斜に気を配らなかったことが乗員のミスとして扱われている。加えて。警報の遅れ、避難誘導の欠如も批判されている。
この調査結果には批判が向けられ、造船所主導によるものを含む反論がなされた。スウェーデン政府は2006年に外部機関に再調査を依頼しているが、これもまた決定的なものとはならず、反論がなされている。

### 影響
エストニアの沈没は、船舶の安全基準と救命いかだの設計に大きな影響を与えている。
1999年には、全ての旅客船乗組員に対して群衆管理、危機管理と人間行動訓練が求められるようになり、当直基準も改正された。
遭難信号とイーハブ（E-PIRB、非常用位置指示無線標識装置）の起動が手動であり、起動しなかった。このことから、自動式となり船が沈んだ事実と位置が速やかに明らかとなることとなった。また航海データ記録装置の義務化も行われた。
国際海事機関は海上における人命の安全のための国際条約の改正により、救命いかだ・救命艇の新たな規制を設けた。最低一隻は、荒れた海でも運用可能な高速救命艇（fast rescue boat）であることを求めている。
130m以上のRo-Ro客船へのヘリコプター甲板の装備が義務化された。Ro-Ro客船以外への義務化も検討されたが、これは実現しなかった。
Ro-Ro客船への復元性に対する要求も引き上げられた。この規制は、ストックホルム・アグリーメントとしてバルト海を含む北ヨーロッパでは、さらに要求が厳しくなり、車両甲板への50cmの浸水に耐えることが求められることになっている。
バウバイザーを持つ船舶に対して、ラッチとヒンジの状態確認用センサーを分離する改装を推奨されている。

### 陰謀論
エストニアの沈没については、陰謀論が存在している。イギリスの左派系週刊誌ニュー・ステーツマンによれば、ドイツのジャーナリストユッタ・ラーベが主張するところでは、違法に入手したエストニアの船首部分の破片を研究所で検査したところ、爆発の痕跡があったとしており、バルト海沿岸諸国とイギリスによるエストニアの沈船調査を拒否する合意は、諜報活動としてロシアの軍事物資を民間のフェリーを使用して密輸した事を隠蔽するものであると、疑惑を向けている。JAICの一員はこれを否定しており、破片に残された損傷はバウバイザーの脱落によるものであるとした。JAICは、ドイツ連邦材料試験研究所の調査結果を引用し、ユッタ・ラーベの試料は、爆発を証明するものではないとした。
この陰謀論の背景には、2004年11月のスウェーデン・テレビの報道から始まった調査が存在している。スウェーデンの元税関職員が、エストニアは1994年9月に軍需物資の輸送に用いられていたと主張した。スウェーデンとエストニアの両政府はこれを受けて調査を開始し、1994年9月14日から20日にかけて爆発物ではないものの軍需物資が積載されたことを確認した。スウェーデンの国防省によれば、沈没当日には積み込まれておらず、スウェーデン税関による事前検査でも、当日に異常な活動は報告されていなかった。

### 沈船の保護
沈没事故の処理が一段落すると、犠牲者の関係者は遺体を回収して埋葬することを求めるようになった。同時に船体を浮揚し、事故の詳細を明らかとすることも求められた。技術的な困難さと、海底から腐敗した遺体を回収することの倫理的問題点が指摘され、加えてサルベージ作業による財政的な負担も懸念された。スウェーデン政府は、沈没地点をコンクリートで覆い埋葬する案を提案した。その準備段階として、数千トンの礫が現場海域に沈められた。
スウェーデン、フィンランド、エストニア、ラトビア、ポーランド、デンマーク、ロシア、イギリスによってなされた1995年のエストニア合意（Estonia Agreement 1995）は、事故地点を聖域化し、各国民が沈船に接近することを禁ずるものであった。これは合意に参加しなかった国を拘束できるものでは無かったが、スウェーデン海軍は少なくとも2回の不法な潜水調査を明らかにしている。現場海域は、フィンランド海軍によってレーダーを用いて監視されている。2006年5月8日には、エストニアとスウェーデンの犠牲者の関係者が、合意に参加した各国へ潜水禁止の停止を請願した。これは、新たな証拠を求めて調査する目的であるとするものであり、同時に独立した専門家による透明性のある調査も求めていた。

### 新説
2020年9月に公開されたドキュメンタリー番組で事故の公式見解を覆す新たな証拠が示された。「Estonia: The Find That Changes Everything」(Discovery Networks制作)の制作チームが遠隔操作の潜水艇を用い、船体に新たに4mもの穴があるのを発見したという。外側から強い力が加わらない限りこのような損傷は生じないため、事故当日に何が起こったのか、謎が深まった。しかし、フィンランドのウト島(Uto)周辺海域は墓所に指定されていて沈没船の残骸を探すことは禁じられているため、2019年9月の調査後、ドキュメンタリーを制作したヘンリク・エバートソン(Henrik Evertsson)監督と撮影スタッフ1名は逮捕された。この発見に対しエストニア、スウェーデン、フィンランドの外相は新たな情報の調査をするとの共同声明を出した。

## 構造
ヴァーサ・キング時代には、船室はスイート1室、デラックス12室、スタンダード外側138室、内側355室となっていた。

### ヴァイキング・サリー時代のデッキプラン
| # | 施設 |
| - | --- |
| 9 | 船橋, サンデッキ |
| 8 | サンデッキ |
| 7 | 船員船室・船員用設備、サンデッキ                                                                                           |
| 6 | レストランデッキ – レストラン（スモーガスボード、アラカルト）、バー、船室（内側・外側）                                    |
| 5 | エントランス&カフェテリアデッキ – 免税店、カフェテリア、スナックバー、ディスコ、ラウンジ、キッズルーム、船室（内側・外側） |
| 4 | カンファレンスデッキ - 会議室、ナイトクラブ、映画館、船室（内側・外側）                                                    |
| 3 | 車両甲板 |
| 2 | 車両甲板 |
| 1 | 船室（内側）、機関室 |
| 0 | サウナ、プール、会議室、バウスラスター、機関室                                                                             |
| - | 液体タンク |

## 画像

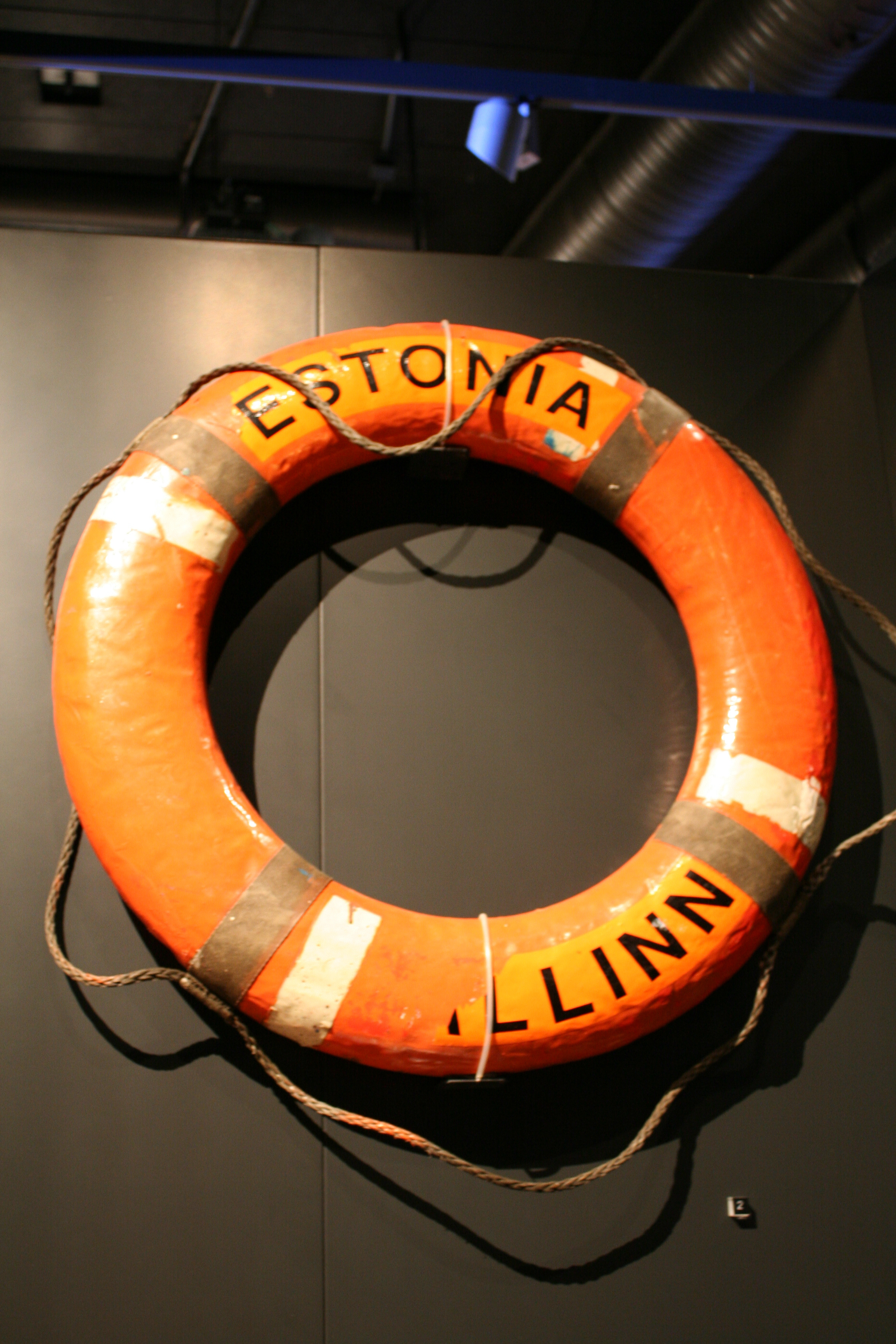
救命浮き輪
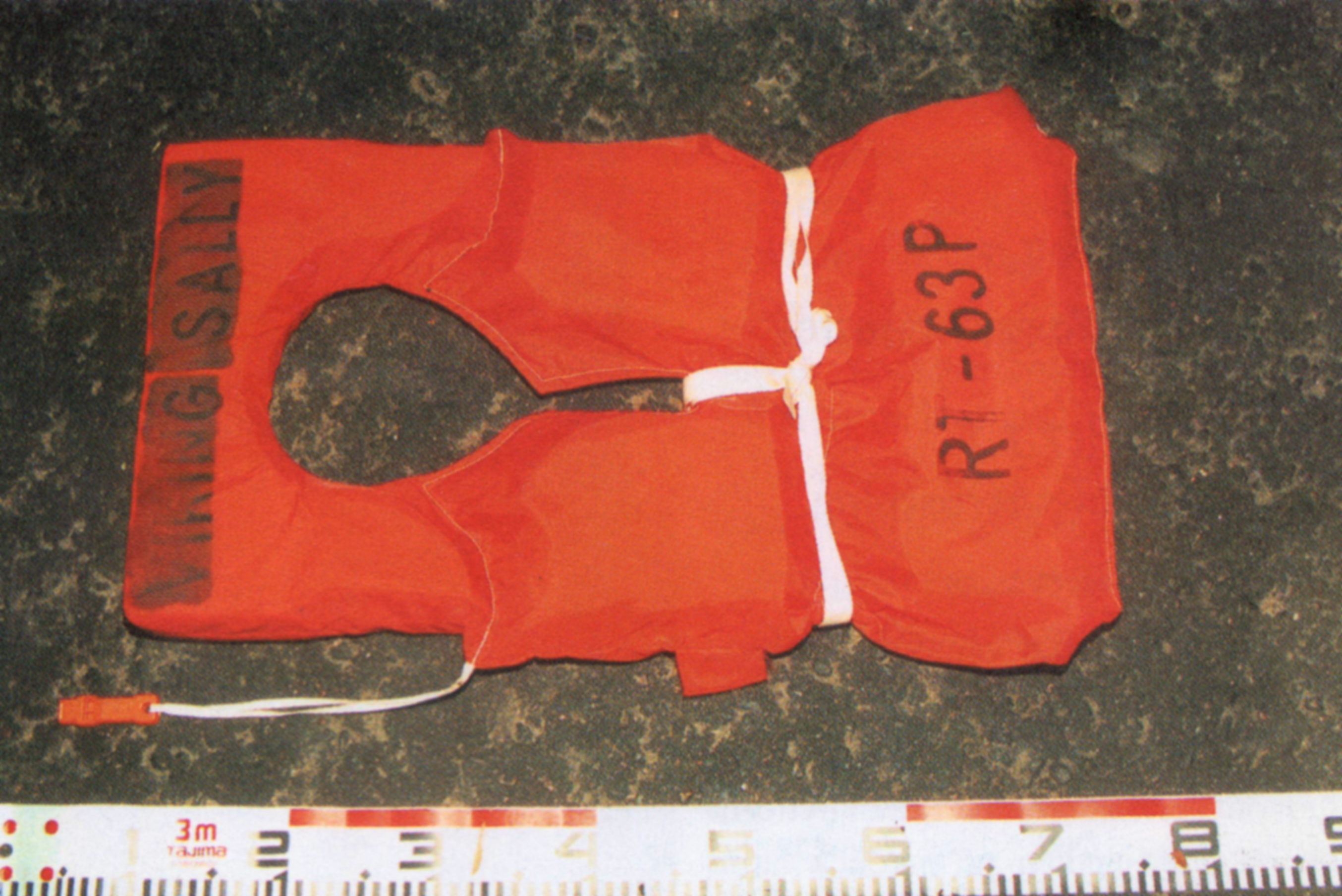
救命胴衣
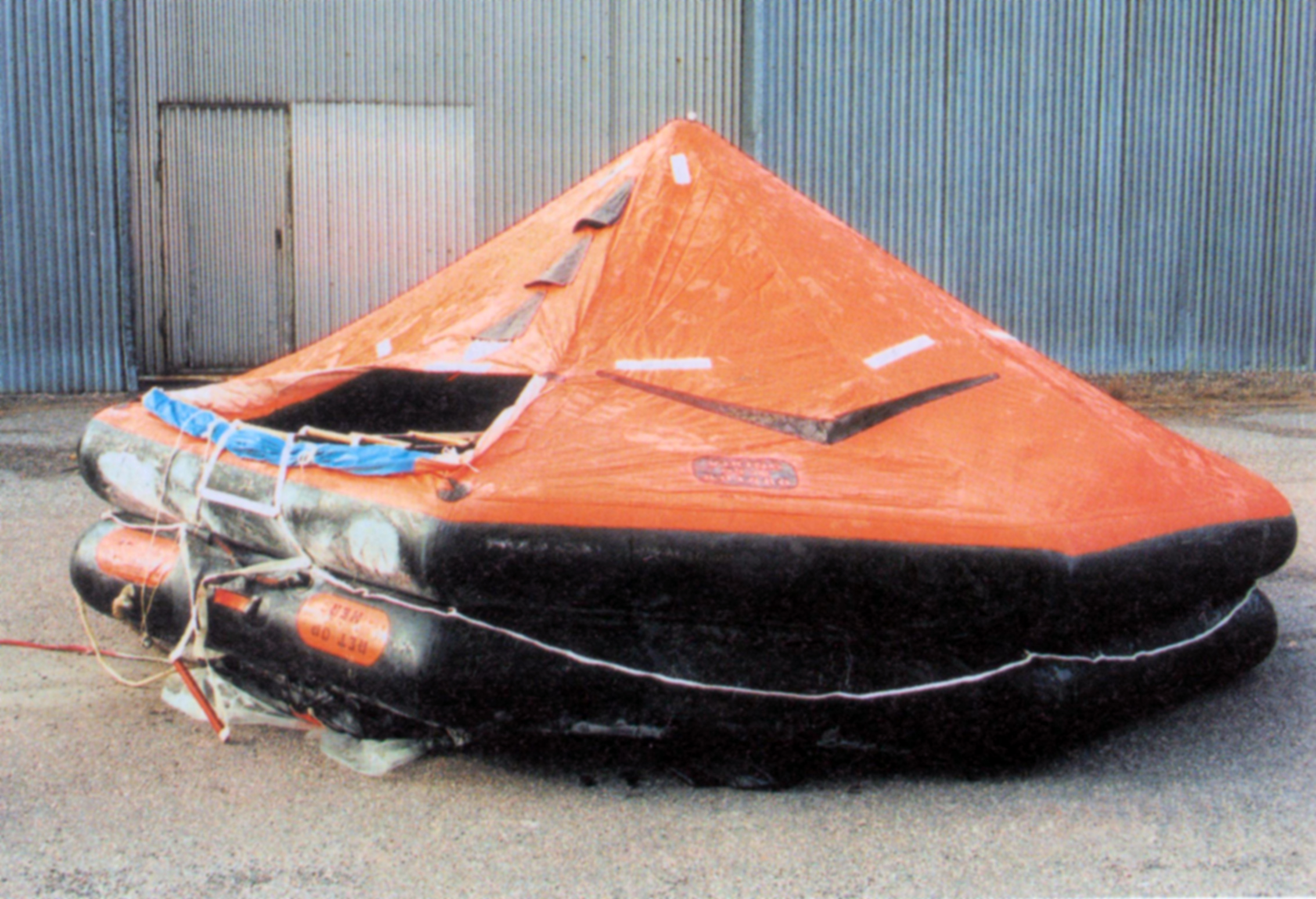
救命いかだ

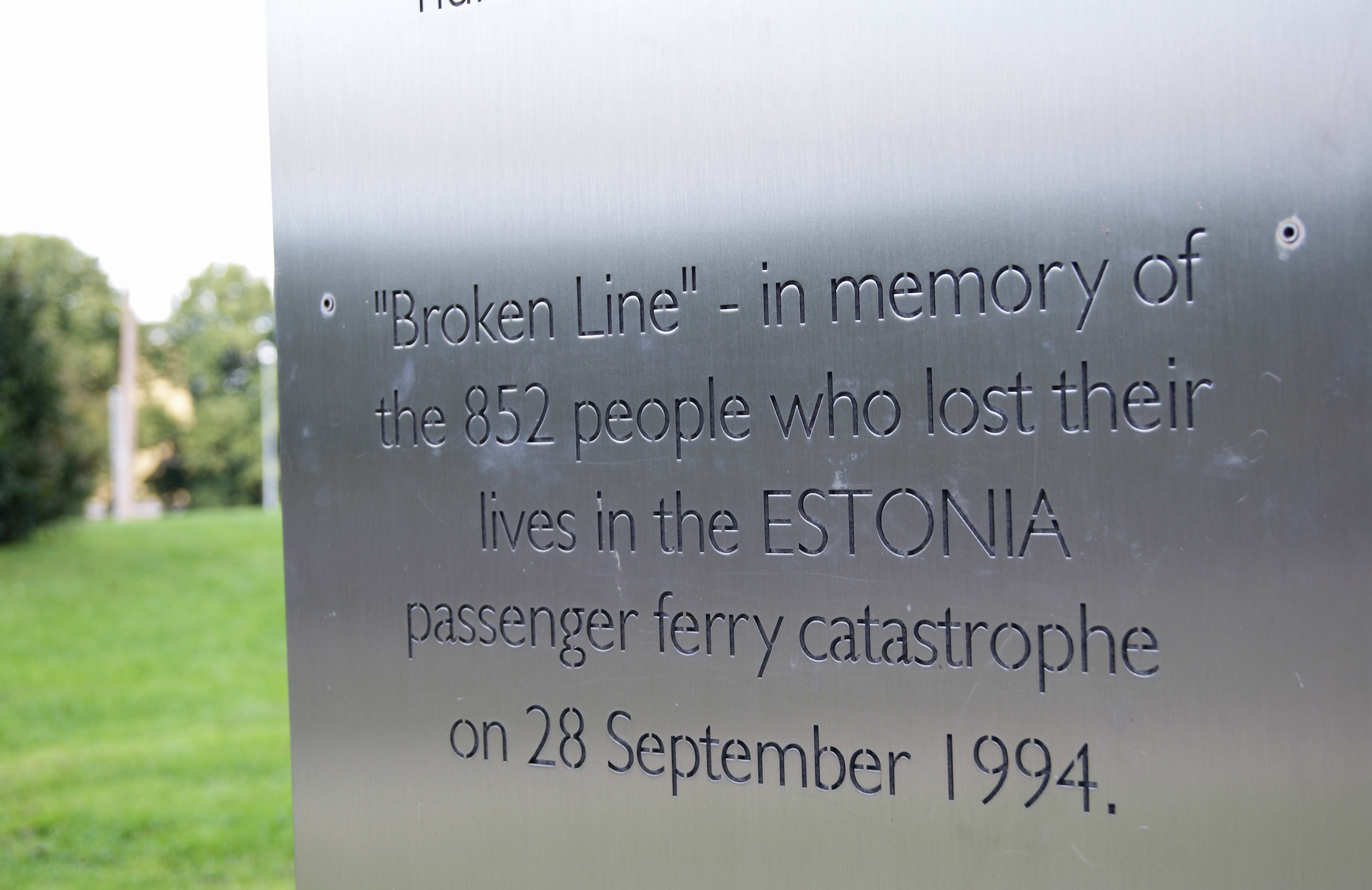
銘板
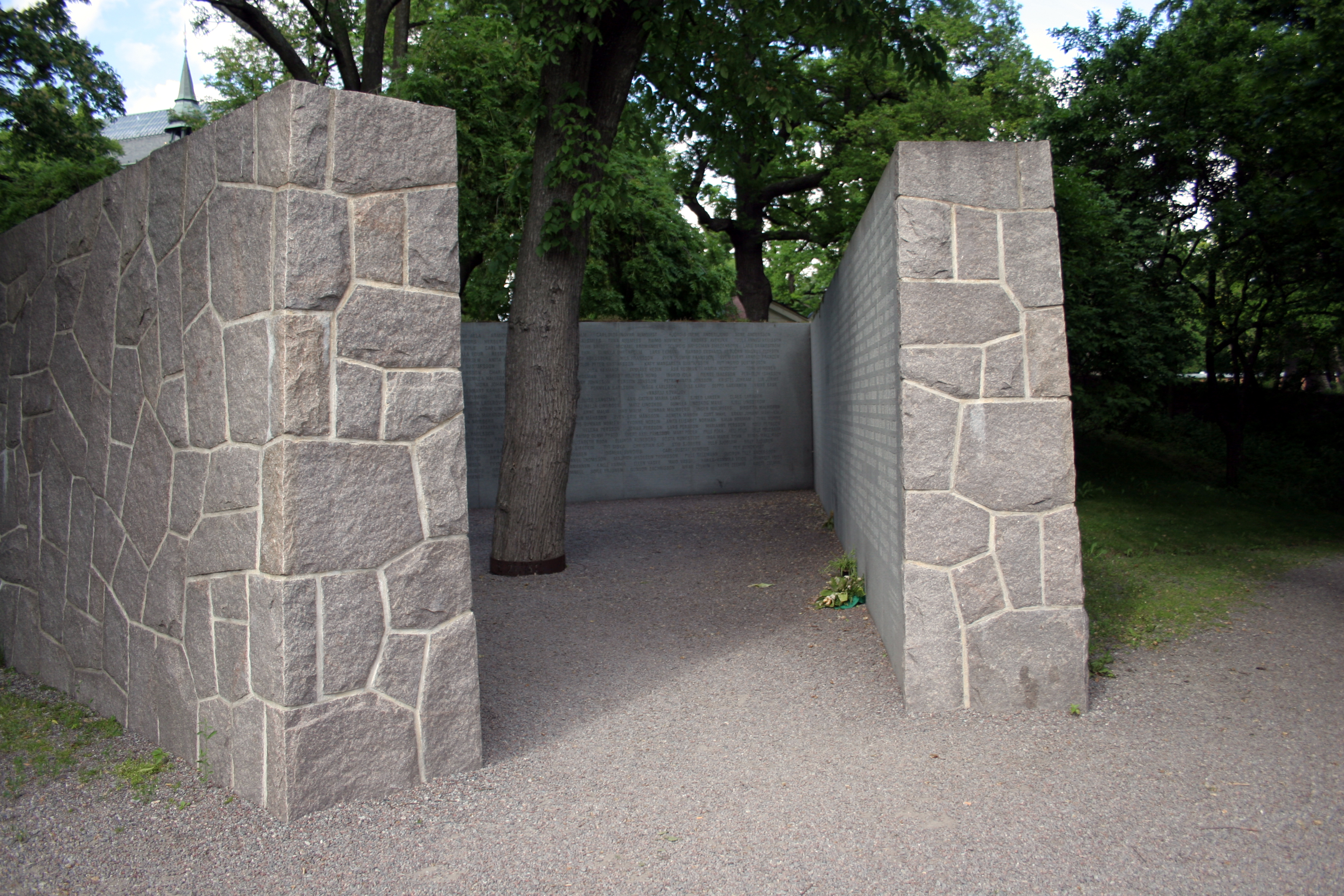
ストックホルムのエストニア慰霊碑

## 関連作品
エストニアの沈没は、ドキュメンタリーとして数多く取り上げられている他、創作にも反映されている。
- バルティック・ストーム
- ヒストリーチャンネル：Sinking of the Estonia
- ゼロアワー（カナダとイギリスのテレビ番組、en:Zero Hour (2004 TV series)）: The Sinking of the Estonia
- 海難事故の聖歌（英語版）：ヤーコ・マンテュヤルヴィ（英語版）による合唱曲。
- 大波の魔術：ヴェリヨ・トルミスによる合唱曲。
- エストニア（英語版）：マリリオンの楽曲。
- Vedenalainen maailma：ラウラ・シッポラ（英語版）の楽曲
- フレンチアルプスで起きたこと：映画の主題と絡めて沈没時のエピソードが語られる

## 注
1. ↑  当時のヴァイキングラインは、企業ではなく複数社によるコンソーシアムであった。なお、他のヴァイキングラインの共同事業主である、SFライン（英語版）も興味を示していた。
2. ↑  ヴァイキングラインの共同事業主でもある。
3. ↑  1982年の夏季は、ナーンタリ - マリエハムン - カペルシャーという航路であった[6]。ヴァイキングラインの紹介では、この他にストックホルム - ヘルシンキ航路があげられている[7]。
4. ↑  船尾途中に緩やかな「下向きの」傾斜を付ける改装。
5. ↑  タリンに本社を置くノードストレム&スーリンと エストニアン・シッピング・カンパニー（英語版）（ESCO：Estonian Shipping Company、エスティ・メレラエヴァントゥス(Eesti Merelaevandus)）の子会社[JAIC 2]。
6. ↑  なお、記録上バルト海の最大波高は7.7mである[13]
7. ↑  緊急事態が発生したことを知らせる警報、General Alarm[16]。退船警報とされることもあるが、救命ボートへの移乗警報が別途行われたため、これに退船警報を充て、ここでは一般警報とする。
8. ↑  メーデーは、3回繰り返すところを2回であった。
9. ↑  1時22分のメーデーにマリエッラが応答したが、エストニアからの反応はなかった。シリヤ・ヨーロッパとの交信は、当初のものを除きフィンランド語で行われた[JAIC 7][14]。
10. ↑  マリエッラは、エストニアからの応答が得られなかった後、1時42分にヘルシンキの無線局と交信している[JAIC 9]。
11. ↑  当時の水温は10 – 11°C[JAIC 4]。
12. ↑  Ro-Ro船が有する広い車両甲板は、水が流れ込むと、重心の変化と自由表面効果（英語版）によって転覆の危険をもたらす[21]。
13. ↑  スウェーデン、ロシア、フィンランド、ラトビア、デンマーク、エストニア[32]。

## 関連文献
- Björkman, Anders (2001). Disaster Investigation
- Björkman, Anders,(1998). Lies and Truths about the M/V Estonia accident
- Björkman, Anders,(2004). Estoniabluffen
- Carlqvist, Knut (2001). Tysta leken. Fischer & Co. ISBN 91-7054-917-6
- The German 'Group of Experts' (2006). Investigation report on the capsizing on 28 September 1994 in the Baltic Sea of the Ro-Ro Passenger Vessel MV Estonia
- Hengst, Frank. Nine people disappeared without trace after being rescued. What happened?
- Johnson, Kent L. & Smith, Kenneth M.Jr. (June 2009) "Failure Analysis of the Estonia." Advanced Materials & Processes 167(6): 29–33.
- The Joint Accident Investigation Commission, Animated video (4 min) of the damage to visor and ramp.
- Rabe, Jutta (2002), "Die Estonia. Tragödie eines Schiffsuntergangs" (The Estonia. Tragedy of a ship setting), Delius Klasing Verlag GmbH
- Rabe, Jutta (2004). The Case Estonia – A journalist searching for the truth. Video report about the investigation of the sinking of the Estonia.
- Langewiesche, William, The Outlaw Sea: A World of Freedom, Chaos, and Crime. Farrar, Straus and Giroux. ISBN 0-86547-722-1.
- Langewiesche, William, A Sea Story, The Atlantic Magazine, May 2004.
- Limburg, Peter R. (2005), "Deep-Sea Detectives: Maritime Mysteries and Forensic Science". New York: ASJA Press. ISBN 978-0-595-37604-9.
- Wilson, Drew (2006), "The Hole: Another look at the sinking of the Estonia Ferry on September 28th 1994". Liskeard: Exposure. ISBN 978-1-84685-132-2.
- Ångström, Lars. Report to the Chancellor of Justice in Sweden, 12 September 2006
- “1994: Hundreds feared dead in ferry disaster”. BBC News. (1994年9月28日) 2008年8月5日閲覧。
- Chronological narrative of the sinking by City Paper - ウェイバックマシン（2007年9月27日アーカイブ分）
- Passenger vessel Evacuation descriptions, p29. デット・ノルスケ・ベリタス.
- Safety at Sea Ltd (UK). A collection of scientific papers on the sinking presented in maritime experts' meetings.